# Ton Pentre A.F.C.
Ton Pentre A.F.C. (wal. Clwb Pêl-droed Ton Pentre) – walijski klub piłkarski z siedzibą w mieście Ton Pentre.

## Historia
Klub został założony w 1935 roku jako Ton Pentre A.F.C., chociaż już od 1896 roku w Ton Pentre istniał klub, który grał w piłkę nożna oraz rugby. Po II wojnie światowej ponownie startował w Welsh National League (South), gdzie został pierwszym mistrzem w Division Two (West) i był promowany do Division One. W pierwszej lidze pozostawał przez cały czas do czasu reorganizacji Welsh National League w 1992 roku w League of Wales. W 1951 zdobył Amatorski Puchar Walii. W 1992 roku stał się członkiem założycielem League of Wales, jednak wolał być promowany do najwyższego poziomu własnymi siłami i w 1993 zajął 1.miejsce w Abacus League Division 1 (South) i awansował do League of Wales. W pierwszych dwóch sezonach zdobywał brązowe medale mistrzostw Walii, w 1995 dotarł do finału Pucharu Ligi Walijskiej. W 1995 występował w Pucharze Intertoto. Niestety, przez nieprawidłowe wykorzystanie finansów klub był bliski bankructwa i w lutym 1996 roku zdecydował zrezygnować z gry w League of Wales i wrócił do Welsh League. Od 1996 roku klub sześć razy zdobył mistrzostwo Welsh League (1997/98, 1998/99, 1999/2000, 2000/01, 2001/02 i 2004/05). W 2010 okazał się w piątce klubów, które spadły do Division Two.

## Sukcesy
- Mistrzostwo Walii:
  - 3.miejsce (1): 1994, 1995
- Puchar Walii:
  - finalista (1): 1922
- Puchar Ligi Walijskiej:
  - finalista (1): 1995
- Welsh League:
  - mistrz (11): 1958, 1961, 1974, 1982, 1993, 1998, 1999, 2000, 2001, 2002, 2005
- FAW Trophy:
  - zdobywca (1): 1952

## Stadion
Ynys Park może pomieścić 2,700 widzów.

## Europejskie puchary
Legenda do wszystkich tabel:
- Q – runda eliminacyjna, 1/16, 1/8, 1/4, 1/2 – odpowiednia faza rozgrywek, Grupa – runda grupowa, 1r gr – pierwsza runda grupowa, 2r gr – druga runda grupowa, F – finał, R – runda, PO – play-off
- k. – rzuty karne, los. – losowanie, Dogr. – dogrywka, w. – zasada bramek strzelonych na wyjeździe

| Sezon | Rozgrywki        | Runda   | Przeciwnik        | Dom | Wyjazd | Ogólnie    |
| ----- | ---------------- | ------- | ----------------- | --- | ------ | ---------- |
| 1995  | Puchar Intertoto | Grupa 4 | SC Heerenveen     | 0–7 |        | 5. miejsce |
| 1995  | Puchar Intertoto | Grupa 4 | Békéscsabai Előre |     | 0–4    | 5. miejsce |
| 1995  | Puchar Intertoto | Grupa 4 | União Leiria      | 0–3 |        | 5. miejsce |
| 1995  | Puchar Intertoto | Grupa 4 | Næstved BK        |     | 0–2    | 5. miejsce |

## Reprezentanci kraju grający w klubie
Stan na grudzień 2023
- Joe Connor
- Carl Harris
- Moses Russell